# Gianna Maria Canale
Gianna Maria Canale (ur. 19 września 1927 w Reggio di Calabria, zm. 13 lutego 2009 we Florencji) – włoska aktorka filmowa.
Gianna Maria Canale w konkursie Miss Italia w 1947 roku zajęła drugie miejsce. Zdobyła popularność, a zdjęcia w prasie przyciągnęły uwagę reżysera Riccardo Fredy, który zaoferował jej rolę w filmie. Wkrótce Freda poślubił Canale, która wystąpiła w latach 1948–1964 w licznych filmach, początkowo głównie reżyserowanych przez jej męża. Wystąpiła w licznych filmach kostiumowych z gatunku peplum, m.in. w tytułowych rolach w filmach Teodora, imperatrice di Bizanzio (1954) czy La regina delle Amazzoni (1960). Zagrała także w Il boom, którego reżyserem był Vittorio De Sica.